# Giancarlo Meo
Giancarlo Meo (...) è un produttore discografico e paroliere italiano.

## Biografia
Ha iniziato la sua carriera giovanissimo diventando uno degli artefici dell'esplosione della “italo-dance”, genere che ha trovato ampio riscontro anche all'estero. Nei primi anni 80’ ha fondato la label “Banana Records” e in collaborazione con Claudio Simonetti (già artefice del grande successo “Profondo rosso” e "Suspiria" dei Goblin) ha portato al successo nazionale e internazionale artisti come Easy Going e Vivien Vee (doppio disco di platino in Messico e top 40 nella classifica Billboard negli States). Negli stessi anni ha prodotto la famosissima “Gioca Jouer” di Claudio Cecchetto e Claudio Simonetti, sigla del trentunesimo Festival di Sanremo; sempre in quegli anni ha prodotto l’album “Kasso”, sempre di Simonetti (anch’esso disco di platino in vari paesi europei), i brani Walking, Brazilian dancer e Running, e molte altre produzioni. Ha inoltre collaborato con Dario Argento per la realizzazione delle colonne sonore di film “horror”, quali “Demoni” e “Opera”.
All'inizio degli anni novanta ha creato e lanciato il marchio “Hit Mania”, compilation di grande successo, protagoniste delle classifiche di vendita nazionali. Il successo di “Hit Mania” è legato a quello di alcuni noti artisti italiani e internazionali lanciati dalla sua Company. Tra gli altri, la band Lùnapop di Cesare Cremonini, il cui primo album “Squerez” è stato l’album di esordio di maggior successo nella storia della musica italiana (poco meno di un milione di copie), la hit “Dragostea din tei”, la prima hit internazionale in lingua romena, il duo Zero Assoluto, a lungo protagonisti nell’air play radiofonica e al Festival di Sanremo con Nelly Furtado, l’artista romano Piotta con “Supercafone”, grande hit dell’99’, l’album “Obsession” della band domenicana Aventura, anch’essa grande hit internazionale, come pure “Se c’è l’ho fatta io…” album d’esordio di Checco Zalone. Inoltre ha ripresentato al Festival di Sanremo artisti famosi come Franco Califano e Fausto Leali. Ha lanciato in Italia Crazy Frog, personaggio “virtuale” nato per pubblicizzare una suoneria per telefoni cellulari basata su "The Annoying Thing", un'animazione in grafica computerizzata creata da Erik Wernquist; Crazy Frog ha creato una hit mondiale basata sul remix di "Axel F" (la colonna sonora del film Beverly Hills Cop). Ha prodotto uno degli ultimi album di Franco Califano “Non escludo il ritorno" un doppio album che raccoglie undici brani inediti, tra cui il brano presentato al Festival di Sanremo 2005, e tutti i monologhi
Nella sua carriera, tra artisti e compilation, ha venduto oltre venti milioni di dischi.

## Discografia
Easy Going
1977 - Singolo - "Baby I love you"
1977 - Album - "Baby I love you"
1980 - Album - "Easy Going - The best"
Gli Easy Going sono stati un gruppo musicale italiano di disco music, prodotti da Claudio Simonetti e Giancarlo Meo.
Presero il nome dall'omonimo locale gay romano, che aprì nel 1978 a due passi da Piazza Barberini, nascosto nella salita di via della Purificazione al numero 9, al tempo frequentato dalla scena alternativa e dello spettacolo romano, ma anche da musicisti e attori internazionali che erano nella capitale per i loro film.
Il primo album, Easy Going, uscì nel 1978 per volere di Claudio Simonetti. Conteneva solo quattro brani e come apripista fu scelta la canzone Baby I Love You, che entrò prepotentemente nelle classifiche di vari paesi di lingua inglese, scalò le classifiche di tutto il mondo e veniva abitualmente suonato da Dave Mancuso al "The Loft" di New York.
L'anno dopo uscì Fear, che riuscì a ripetere il grande successo del primo album. L'ultima incisione nel 1980 con Casanova, dove Paolo Micioni venne sostituito dal cantante e ballerino Russell Russell.
Vivien Vee
1979 - Album - "Give me a break"
1983 - Album - "Vivien Vee"
1980 - Singolo - "Follia"
1980 - Singolo - "Let him go"
1981 - Singolo - "Pick up"
1981 - Singolo - "Destiny"
1981 - Singolo - "Trapped in your hands"
1982 - Singolo - "Sex appeal"
1983 - Singolo - "Destiny"
1983 - Singolo - "Higher"
1983 - Album - "With Vivien Vee"
1985 - Singolo - "Americano"
1987 - Singolo - "Alright"
1988 - Singolo - "Everybody"
1988 - Singolo - "Souvenir d'Italie"
Nata a Trieste nel 1960, Vivien Vee, al secolo Viviana Andreattini, all'età di 18 anni andò a vivere a Roma dove incise degli album prodotti da Giancarlo Meo, arrangiati e composti da Claudio Simonetti, uno dei componenti dei Goblin.
Nel corso della sua carriera, contrassegnata dal discreto successo nel 1983 di brani come Blue Desease e Higher, ha collaborato anche con il produttore discografico Giancarlo Meo e con Rossana Casale.
Fra la fine degli anni '70 e la fine del decennio successivo, incise tre album e una manciata di 45 giri, arrangiati, composti e prodotti dal citato duo Simonetti-Meo (gli stessi artisti titolari di un progetto parallelo, gli Easy Going). Si trattava di pura disco music europea, nel solco del "munich sound" di Giorgio Moroder, dai suoni corposi su cui si innestava la voce un po' da gattina di Vivien Vee. Nel 1980 ci fu anche il progetto di un 45 giri italiano che ebbe poca fortuna. Il lato A riportava il brano Follia e il lato B Laser.
Di lei si ricordano anche "Eve of Destruction" del 1984, sulla cui copertina appare la foto della ormai scomparsa discoteca "Picchio Rosso" di Formigine (MO). Nello stesso anno pubblicò "Americano" e nell'87 "Heartbeat"; il suo ultimo lavoro fu "Cross My Heart" del 1989.
Gli album, furono distribuiti anche all'estero dalla Banana records. Anzi sia il nome usato dall'artista che i testi dei brani, tutti in inglese, puntavano sull'esportabilità del prodotto.
Vive a Roma da quando è diventata mamma.
Capricorn
1980 - Singolo - "Capricorn"
1980 - Singolo - "Maybe no"
1981 - Singolo - "I need love"
1983 - Singolo - "Landing"
Claudio SImonetti in un'intervista parla dei Capricorn:
"D:Arriviamo a Capricorn, il tuo splendido soprannome italo electro disco. CS: I Need Love, forse quello che si ricorda di più, è stato il terzo singolo dei Capricorn, il primo era Capricorn del 1980, poi c’è stato Pow Wow Wow del 1981 e infine I Need Love, del 1982, che è stato quello più suonato nei club, un grande successo underground che ha sbancato in America... D:… ormai riconosciuto come un brano seminale della scena house a venire, in America lo suonavano a 45 giri. CS: Gran bel pezzo elettronico, nessuno sa che l’ho anche cantato, la voce al vocoder è la mia!"
Claudio Cecchetto
1981 - Singolo - "Gioca Jouer"
Gioca jouer è il ballo di gruppo e anche l'omonimo 45 giri portato al successo dal disc-jockey Claudio Cecchetto. Scritto da Tony Martucci, Gualtiero Malgoni e Claudio Simonetti e prodotto da Giancarlo Meo, registrato e mixato da Marco Covaccioli nel 1981. Il brano è stato anche la sigla del Festival di Sanremo 1981, presentato dallo stesso Cecchetto con Eleonora Vallone, figlia dell'attore Raf Vallone. Il brano rimase in vetta in classifica per mesi.
Nel 1989 una cover del brano viene incisa da Fiorello. Nel 2006 è stato tradotto in francese, inglese, spagnolo, tedesco e cinese, girando un video per festeggiare i 25 anni del ballo di gruppo.
Kasso
1982 - Singolo - "Kasso"
1984 - Album - "Kasso2"
In un'intervista il produttore Claudio Simonetti racconta come è nato il progetto Kasso: "D:Arriviamo a Kasso, un progetto durato qualche album che ha una certa consistenza nella tua discografia, oltre che di grande successo commerciale. CS:Devi sapere che la maggior parte di questi progetti erano per la maggior parte realizzati in studio in breve tempo. Anche in questo caso il tutto è nato per scherzo. Stavo a casa, avevo un TEAC a 4 piste, mi sono messo al pianoforte e ho fatto un provino poi uscito su 45: quello era Kasso, il primo singolo, cui sono seguiti Brazilian Dancer e poi Walkman, un grande successo di vendita in Francia dove divenne la sigla di un programma famoso; vendemmo circa 500.000 copie, cose impensabili oggi."
David Zed
1983 - Singolo - "Ballarobot"
David Kirk Traylor, noto anche con gli pseudonimi di David Zed e Mr. Zed (Indianapolis, 28 ottobre 1960), è un attore, cantante e regista statunitense.
Attore di lunga carriera televisiva, è noto in Italia per aver partecipato a programmi televisivi negli anni ottanta, come Pronto, Raffaella? condotto da Raffaella Carrà, con il personaggio di Zed, l'uomo robot.
Radio Movie
1984 - Album - "Beauty queen"
I Radio Movie sono un progetto musicale  nato negli anni Ottanta formato da Elvio Moratto e David Sion.  Il duo era affiancato da una corista, Luisa Montanaro. David Sion faceva già da diverso tempo il chitarrista e il corista e quando conobbe Moratto decise con lui di formare i Radio Movie, progetto dance prodotto da Giancarlo Meo che all’epoca era editore di Claudio Simonetti.
Lunapop
1999 - Album - "...Squérez?"
Più di 1 milione di copie vendute dal 1999 al 2001. Il successo del gruppo inizia nel 1999 con la pubblicazione di "Vespa 50" seguito dall'album "Squerez". A gennaio 2000 "…Squèrez?" entra nella top ten degli album più venduti in Italia. Vi rimarrà per mesi, fino a giugno, quando l'album salirà al numero uno in classifica e lo sarà per ben 13 settimane consecutive, dominando l'estate e confermandosi poi l'album italiano più venduto dell'anno. Il 4 aprile 2000 le radio iniziano a programmare "Qualcosa di grande", il terzo singolo estratto dall'album, che trascinerà i Lùnapop alla vittoria del Festivalbar 2000. A dicembre, per festeggiare il primo compleanno di "…Squèrez?", viene pubblicato il doppio cd intitolato "Squèrez Special 2000", contenente oltre a "…Squèrez?" nella versione originale, anche l'inedito la "Fiera dei Sogni" e "Walter ogni sabato è in trip", la versione unplugged di "50 Special", "Un giorno migliore - quiet", il medley live dell'assolo di Cesare piano e voce composto da "Niente di più", "Questo pianoforte" e "Vorrei". Nel gennaio 2001 i Lùnapop sbarcano in Spagna. "50 special", diventa "Vespa Especial" rimanendo per settimane nella top ten dei singoli più venduti e anticipando l'uscita di "…Squèrez?" pubblicato in parte in italiano e in parte in spagnolo.
Piotta
1999 - Singolo - "Supercafone"
Tommaso Zanello, meglio conosciuto come Piotta (Roma, 26 aprile 1973), è un rapper italiano. Dai suoi amici venne soprannominato "Piotta" per i suoi occhiali tondi come le monete da cento lire, dette in romanesco piotte . Dopo le esperienze da DJ all'interno di alcune radio romane, inizia a scrivere e comporre testi rap. Il singolo Supercafone fu pubblicato nella primavera del 1999, giusto in tempo per divenire un tormentone estivo a tutti gli effetti, spinto da una massiccia programmazione radiofonica nonché dall'effetto-novità che ebbe sul panorama musicale italiano dell'epoca. In tal senso, particolarmente innovativo si rivelò l'uso del dialetto romano in un brano hip hop, aspetto molto sottolineato dai mass media, al punto che sovente il nome del Piotta veniva fatto precedere dall'articolo romanesco «er» (ovvero «il»). Piotta torna in sala e nel 2000 pubblica Democrazia del microfono, dal quale viene estratto il singolo La mossa del giaguaro realizzato con la vincitrice del 50º Festival di Sanremo Jenny B.
Zero Assoluto
2003 - Singolo - "Magari meno"
Gli Zero Assoluto sono un duo musicale pop italiano formato da Thomas De Gasperi (Roma, 24 giugno 1977) e Matteo Maffucci (Roma, 28 maggio 1978).Nel 2003 i due cantanti pubblicano due singoli, Magari meno e Tu come stai. Nell'estate 2005 gli Zero Assoluto conquistano il doppio disco di platino con Semplicemente, canzone esclusa lo stesso anno dal Festival di Sanremo, che rimane in classifica per trenta settimane, raggiungendo il secondo posto come massima posizione. Il brano è stato poi inserito nel secondo album del duo Appena prima di partire uscito nel marzo 2007.
Aventura
2003 - Singolo - "Obsesion"
Gli Aventura sono stati un gruppo musicale latino-americano nato a New York. Il loro maggiore successo internazionale è stato Obsesión, singolo del 2002. I componenti del gruppo  vivevano nel Bronx ed effettuarono i loro primi lavori musicali nella città di New York. L'inizio, come per tutti i nuovi gruppi che cercano di realizzare i loro sogni di fama e fortuna, è stato molto duro. La band ha raggiunto, in così poco tempo, livelli di popolarità inaspettati. Lo stile musicale e la presenza giovanile hanno contribuito a far avvicinare la gioventù ai ritmi della bachata.
Fausto Leali
2003 - Singolo - "Ora che ho bisogno di te"
Fausto Leali (Nuvolento, 29 ottobre 1944) è un cantante italiano contraddistinto da una vocalità caratteristica che gli ha fruttato l'appellativo di negro bianco[1]. A 14 anni avviene il suo primo ingaggio come professionista e negli anni incide diversi dischi, dedicandosi infine alla musica nera, in particolare al soul, che ben si addice alle caratteristiche della sua voce. Partecipa a diverse edizioni del Festival di Sanremo e all'inizio del 2002 torna su quel palco con il brano Ora che ho bisogno di te, cantato in coppia con Luisa Corna, e arriva quarto.
Haiducii
2003 - Singolo - "Dragostea din tei"
Haiducii, pseudonimo di Paula Mitrache (Bucarest, 14 giugno 1977), è una cantante rumena naturalizzata italiana. Raggiunge il successo quando, con il nome di Haiducii, inciderà a Novembre 2003 il brano Dragostea din tei, cover non dichiarata di una canzone degli O-Zone. La cover ha rispetto all'originale un forte impatto dance, e ne usciranno presto molti remix
Franco Califano
2006 - Album - "Non escludo il ritorno"
"Non escludo il ritorno" un doppio album che raccoglie undici brani inediti, tra cui il brano presentato al Festival di Sanremo 2005, e tutti i monologhi
Se fosse nato da un'altra parte (Stati Uniti, Francia o Inghilterra) sarebbe considerato diversamente: un poeta della beat generation, un impenitente chansonnier o addirittura un Sir. Ma Franco Califano nasce in Italia, e qui, sebbene goda di un'indiscussa popolarità, oscilla sempre tra il gradimento incondizionato di chi lo considera un mito e l'opposizione di quelli che lo vedono come un uomo scomodo, maledetto e spudoratamente trash. In realtà, Franco Califano è tutto questo: poeta maledetto, artista fuori dagli schemi, personaggio unico. Originario di Pagani, piccolo centro del Salernitano, nasce tra le poltrone di un aereo che sorvolava la Libia il 14 settembre del 1938. Animato da un'irrefrenabile irrequietezza, fin da giovanissimo, è affascinato dalla bella vita e dalle donne. Dopo il collegio frequenta un corso di ragioneria serale perché adorando la notte non riesce a svegliarsi la mattina. Il suo profitto scolastico, comunque, è eccellente e diventa ragioniere. Deciso a dare un senso alla sua natura di "uomo contro", parte per Roma dove si impone subito nel mondo dei fotoromanzi. Ma a Franco non basta ama la musica e canta di tutto. Quando, poi, una bellissima attrice sta per stringergli il cappio intorno al collo, Franco sceglie definitivamente la musica e parte per Milano. Frequenta gli ambienti artistici e collabora con i cantanti più famosi di quegli anni che apprezzano il suo talento e il suo modo di pensare e per loro scrive le sue prime canzoni. Califano piace: alle donne perché è maschio, agli uomini perché è forte e sicuro di sé infatti il successo arriva ed è enorme. Negli anni '70, lui che non rinuncia alla sua vena sentimentale, trova poco spazio nelle radio. Però non si scoraggia. Soffre la concorrenza di coloro che definisce falsi messia e mistificatori, ma va avanti per la sua strada. Personaggio contro, condannato a pagare duramente ogni scelta, Califano diventa protagonista delle cronache per frequentazioni e abitudini che la società di allora, pur avallandole in privato, pubblicamente non tollera, diventa "il mostro" e patisce l'umiliazione del carcere. Ma nonostante lo scandalo, il Califfo rinasce, si reinventa, non si dà per vinto - agli arresti domiciliari riesce a registrare un disco trasformando una roulotte in sala di incisione! - e torna al successo. I monologhi, alternati a canzoni di grande impatto emotivo, diventano il suo cavallo di battaglia, è il primo artista moderno a nobilitare il romanesco, il pubblico lo adora, i media si sbizzarriscono e lui gongola. Il Prévert di Trastevere, il Brel romanesco, il Pasolini della canzone, il Belli di quest'epoca: sono alcune definizioni dategli. L'autorevole "Storia della Canzone Romana" lo cita come il più grande autore vivente per aver scritto la più bella pagina della canzone dialettale Romanesca, il Comune di Borbona (Rieti) gli intitola una piazza. La sua filosofia è racchiusa in una frase che dà il titolo, e consegna all'eternità, una canzone bellissima: Tutto il resto è noia. Un testo oggetto di discussione in molte aule scolastiche italiane che regala al suo autore la Laurea Honoris Causa in Filosofia all'università di New York, per aver scritto una delle più belle pagine della Canzone Italiana. Franco Califano ha all'attivo più di venti album e circa mille canzoni. Ha firmato una quantità impressionante di emozioni portate al successo da altri: da Mina (La musica è finita) a Ornella Vanoni (Una ragione di più), da Bruno Martino (E la chiamano estate) a Peppino Di Capri (Un grande amore e niente più) fino a Mia Martini (Minuetto). Discografia 1962 "Ti raggiungerò" (45 giri) 1972 "Un bastardo venuto dal sud" 1973 "L'evidenza dell'autunno" 1975 "Secondo me l'amore" 1975 "24 luglio 1975: Califano in concerto dalla Bussola di Viareggio" 1977 "Tutto il resto è noia" 1977 "Tac" 1979 "Ti perdo" 1980 "Tuo Califano" 1981 "La mia libertà" 1982 "Buio e luna piena" 1982 "Califano in Concerto dal Blue Moon di Ogliastro Marina" 1983 "Io per amarti" 1984 "Impronte digitali" 1985 "Ma cambierà" 1987 "Il bello della vita" 1988 "Io" 1989 "Coppia dove vai" 1990 "Califano" 1991 "Se il teatro è pieno" 1992 "Franco Califano in concerto dal Blue Moon di Ogliastro Marina 2 " 1994 "Ma io vivo" 1995 "Giovani Uomini" 1999 "Tu nell'intimità'' 2000 "Vive chi vive" 2003 "Le Luci della Notte" 2005 "Non escludo il ritorno" www.francocalifano.it
Crazy Frog
2006 - Album - "Crazy Frog Presents More Crazy Hits"
Crazy Frog (letteralmente Rana pazza) è un personaggio nato per pubblicizzare una suoneria per telefoni cellulari basata su "The Annoying Thing", un'animazione in grafica computerizzata creata da Erik Wernquist. Crazy Frog ha creato una hit mondiale basata sul remix di "Axel F" (la colonna sonora del film Beverly Hills Cop), che ha raggiunto il numero uno delle classifiche in Inghilterra, Australia, una parte di Europa e per un breve periodo anche in America. Il singolo è poi stato subito seguito da un album, Crazy Frog Presents Crazy Hits, e un secondo singolo, "Popcorn" (cover dell'omonima canzone di Gershon Kingsley), diventato un successo come il precedente. Crazy Frog ha poi conquistato il mercato con una linea di prodotti dedicata: giocattoli, videogiochi, tutti molto popolari nel Natale del 2005. Nell'anno dei Mondiali di calcio del 2006 è stato lanciato il remix della canzone dei Queen "We Are the Champions"; inoltre sono state create le cover di "The Final Countdown" degli Europe e della canzone natalizia "Last Christmas" degli Wham!.
Checco Zalone
2006 - Singolo - "I Juventini"
2006 - Album - "Se ce l'ò fatta io..."
2006 - Album - "Siamo una squadra fortissimi"
Checco Zalone, nome d'arte di Luca Pasquale Medici (Bari, 3 giugno 1977), è un comico, cabarettista, attore, imitatore, musicista e cantautore italiano.
Presente in molte edizioni di Zelig come comico, è salito alla ribalta nel 2006 grazie alla canzone Siamo una squadra fortissimi, uscita durante il campionato mondiale di calcio 2006 culminato con la vittoria dell'Italia.
Esordisce come attore nel 2009 con l'uscita del suo primo film Cado dalle nubi, seguito da Che bella giornata nel 2011; quest'ultimo raggiunse un totale di 43.475.840 euro al botteghino italiano, superando così gli incassi di un altro storico film di successo italiano La vita è bella di Roberto Benigni e diventando così il terzo film di sempre (dopo Avatar e Titanic) ad aver incassato maggiormente in Italia.
Nel 2013 esce il suo terzo film Sole a catinelle che con un incasso di 51.948.550 euro risulta il secondo film con i maggiori incassi in Italia dietro ad Avatar.
Il 1º gennaio 2016 esce il suo quarto film Quo vado? che in soli 6 giorni incassa 37.235.888 euro, che gli permette di superare anche Star Wars: Il risveglio della Forza per quanto riguarda il pubblico Italiano.